# Böröndi Gábor
Böröndi Gábor (Kaposvár, 1971. április 6. –) magyar hivatásos katona, vezérezredes, a Magyar Honvédség Vezérkari Főnöke (HVKF).

## Életpályája
Katonai pályáját Lentiben kezdte a MH 26. Bottyán János Gépesített Lövészdandárnál, ahol szakasz, század és zászlóalj törzsfőnöki pozíciókat töltött be. 1996-ban Székesfehérvárra vezényelték – 4. Gépesített Hadtestparancsnokság hadijogász főtiszt lett. 1999-ben a budapesti Honvéd Vezérkar Műveletirányító Központ kiképző főtisztje lett. 2000-2004 között a MH Összhaderőnemi Hadműveleti Központ, kiemelt koordinációs főtisztje és egyben osztályvezető helyettes lett. 
Budapesten töltött évei során betöltötte a következő pozíciókat: HM Védelemtervezési Főosztály, osztályvezető; HM KÁT Titkárság mb. titkárságvezető helyettes; HM KÁT Titkárság kiemelt főtiszt. 2005-2006 között a Honvédelmi Minisztériumban dolgozott. 2006-ban a MH Műveletirányító Központ, Békeműveleti osztályvezetőjévé nevezték ki.
2006-ban a MH 5. Bocskai István Könnyű Lövészdandár parancsnokhelyettese lett, majd 2009-ben kinevezték az alakulat parancsnokává. 2013-ban a Székesfehérvár-on lévő Magyar Honvédség Összhaderőnemi Parancsnokság, szárazföldi haderőnem főnöke és egyben a MH ÖHP parancsnokhelyettese lett. 2018-ban a Honvéd Vezérkar, vezérkar főnök helyettese, majd 2019-ben annak utódának a Magyar Honvédség Parancsnokság, parancsnokhelyettesévé nevezték ki. 2021–2023 között a MH Katonai Képviselő Hivatal, katonai képviselő tisztét töltötte be a NATO parancsnokságán, Brüsszelben.
Novák Katalin 2023. április 27-én a honvéd vezérkar főnöke beosztásából felmentette Ruszin-Szendi Romulusz altábornagyot, helyét Böröndi Gábor altábornagy vette át.
2023. augusztus 20-án az államfő vezérezredessé léptette elő.

## NATO beosztások, békeműveletekben való részvétel
- 1997–1998 UNFICYP Főparancsnokság – hadműveleti tiszt
- 2002 SFOR MSU – összekötő főtiszt
- 2003 ISAF–III Főparancsnokság – hadműveleti főtiszt
- 2006 ISAF Főparancsnokság – Magyar Nemzeti Rangidős

## Kitüntetései
- Francia Köztársaság Nemzeti Érdemrendje civil lovagi fokozat (francia)
- Magyar Köztársaság Érdemrend Lovagkeresztje (katonai tagozat)
- Babérkoszorúval Ékesített Szolgálati Érdemjel
- Szolgálati Érdemjel arany fokozat
- Szolgálati Érdemjel ezüst fokozat
- Szolgálati Érdemjel bronz fokozat
- Tiszti Szolgálati Jel II. Fokozat (20 év után)
- Tiszti Szolgálati Jel III. Fokozat (10 év után)
- Békefenntartásért Szolgálati Jel
- Árvízvédelemért Szolgálati Jel
- USA Legion of Merit – parancsnoki fokozat
- USA National Defense University (NDU) díszpolgára
- Nemzetközi Hírességek Csarnoka tagja

A tábornok nős, három gyermek édesapja. Jogi doktori címmel rendelkezik.